# Ksamoterol
{{Drugbox-lat
| Verifiedfields = 
| Watchedfields = 
| verifiedrevid = 470632689
| IUPAC_name = (RS)-N-(2-{[2-hidroksi-3-(4-hidroksifenoksi)propil]amino}etil)morfolin-4-karboksamid
| image = xamoterol.png
| width =
| image2 =
| width2 =
| tradename = 
| pregnancy_AU = 
| pregnancy_US = 
| pregnancy_category = 
| legal_AU = 
| legal_CA = 
| legal_UK = 
| legal_US = 
| legal_status = 
| routes_of_administration = 
| bioavailability = 
| protein_bound = 
| metabolism = 
| elimination_half-life = 
| excretion = 
| CAS_number_Ref =  
| CAS_number = 81801-12-9
| ATC_prefix = C01
| ATC_suffix = CX07
| PubChem = 155774
| IUPHAR_ligand = 538
| DrugBank_Ref =  
| DrugBank = 
| ChemSpiderID_Ref =  
| ChemSpiderID = 137213
| UNII_Ref =  
| UNII = 7HE0JQL703
| KEGG_Ref =  
| KEGG = D06328
| ChEMBL_Ref =  
| ChEMBL = 75753
| C=16 | H=25 | N=3 | O=5 
| molecular_weight = 339,387 g/mol
| smiles = O=C(NCCNCC(O)COc1ccc(O)cc1)N2CCOCC2
| StdInChI_Ref =  
| StdInChI = 1S/C16H25N3O5/c20-13-1-3-15(4-2-13)24-12-14(21)11-17-5-6-18-16(22)19-7-9-23-10-8-19/h1-4,14,17,20-21H,5-12H2,(H,18,22)
| StdInChIKey_Ref =  
| StdInChIKey = DXPOSRCHIDYWHW-UHFFFAOYSA-N
}}
Ksamoterol je srčani stimulans. On deluje putem vezivanja za β1 adrenergički receptor. On je treća generacija parcijalnih agonista andrenergičkih beta receptora. On pruža srčanu stimulaciju kad pacijent miruje i deluje kao blokator tokom vežbanja.

## Spoljašnje veze
|  | Molimo Vas, obratite pažnju na važno upozorenje u vezi sa temama iz oblasti medicine (zdravlja). |